# 적도 기니 대통령
적도 기니 공화국의 대통령(스페인어: Presidente de Guinea Ecuatorial)은 적도 기니의 최고지도자이다.
1991년 공포된 헌법(1995년 일부 개정, 2011년 일부 개정)에 따르면 대통령은 총리를 지명할 수 있으며(제32조 3항), 국가 원수와 정부수반 기능을 수행한다(제33조 1항, 대통령중심제). 대통령 자격 조건은 적도기니 국적자이어야 하며, 5년 이상 적도기니에 거주해왔고, 헌법 이해 능력이 있고 다른 국적을 보유하지 않은 40세 이상인 자이다(제35조). 대통령은 연임이 가능한 7년 임기로 선출된다(제36조 1항).

## 역대 대통령 목록
| 대 | 사진             | 이름                                                                        | 임기             | 임기                           | 선거                                   | 정당                                               |
| 대 | 사진             | 이름                                                                        | 취임일           | 퇴임일                         | 선거                                   | 정당                                               |
| -- | ---------------- | --------------------------------------------------------------------------- | ---------------- | ------------------------------ | -------------------------------------- | -------------------------------------------------- |
| 1  |                  | 프란시스코 마시아스 응게마 (1924.1.1 ~ 1979.9.29) Francisco Macías Nguema   | 1968년 10월 12일 | 1972년 7월 14일                | 1968년 대선 - 62.92% 68,310표          | 무소속( ~1970년) ↓ 연합국가노동자당(1970년~1979년) |
| 1  | 1972년 7월 14일  | 프란시스코 마시아스 응게마 (1924.1.1 ~ 1979.9.29) Francisco Macías Nguema   | 1979년 8월 3일   | 1972년 개헌 반포               |                                        | 무소속( ~1970년) ↓ 연합국가노동자당(1970년~1979년) |
| 2  |                  | 테오도로 오비앙 응게마 음바소고 (1942.6.5 ~ ) Teodoro Obiang Nguema Mbasogo | 1979년 8월 3일   | 1979년 8월 25일                | 1979년 군사 쿠데타 혁명군사위원회 의장 | 무소속( ~1987년) ↓ 적도 기니 민주당 (1987년~ )     |
| 2  | 1979년 8월 25일  | 테오도로 오비앙 응게마 음바소고 (1942.6.5 ~ ) Teodoro Obiang Nguema Mbasogo | 1982년 10월 12일 | 최고군사위원회 의장            |                                        | 무소속( ~1987년) ↓ 적도 기니 민주당 (1987년~ )     |
| 2  | 1982년 10월 12일 | 테오도로 오비앙 응게마 음바소고 (1942.6.5 ~ ) Teodoro Obiang Nguema Mbasogo | 1989년 7월 25일  |                                |                                        | 무소속( ~1987년) ↓ 적도 기니 민주당 (1987년~ )     |
| 2  | 1989년 7월 25일  | 테오도로 오비앙 응게마 음바소고 (1942.6.5 ~ ) Teodoro Obiang Nguema Mbasogo | 1996년 2월 25일  | 1989년 대선 - 99%              |                                        | 무소속( ~1987년) ↓ 적도 기니 민주당 (1987년~ )     |
| 2  | 1996년 2월 25일  | 테오도로 오비앙 응게마 음바소고 (1942.6.5 ~ ) Teodoro Obiang Nguema Mbasogo | 2003년 1월 19일  | 1996년 대선 - 97.85% 179,592표 |                                        | 무소속( ~1987년) ↓ 적도 기니 민주당 (1987년~ )     |
| 2  | 2003년 1월 19일  | 테오도로 오비앙 응게마 음바소고 (1942.6.5 ~ ) Teodoro Obiang Nguema Mbasogo | 2009년 12월 8일  | 2002년 대선 - 97.06% 204,367표 |                                        | 무소속( ~1987년) ↓ 적도 기니 민주당 (1987년~ )     |
| 2  | 2009년 12월 8일  | 테오도로 오비앙 응게마 음바소고 (1942.6.5 ~ ) Teodoro Obiang Nguema Mbasogo | 2016년 5월 20일  | 2009년 대선 - 95.76% 260,462표 |                                        | 무소속( ~1987년) ↓ 적도 기니 민주당 (1987년~ )     |
| 2  | 2016년 5월 20일  | 테오도로 오비앙 응게마 음바소고 (1942.6.5 ~ ) Teodoro Obiang Nguema Mbasogo | 2022년 12월 9일  | 2016년 대선 - 93.53% 271,177표 |                                        | 무소속( ~1987년) ↓ 적도 기니 민주당 (1987년~ )     |
| 2  | 2022년 12월 9일  | 테오도로 오비앙 응게마 음바소고 (1942.6.5 ~ ) Teodoro Obiang Nguema Mbasogo |                  | 2022년 대선 - 97.00% 405,910표 |                                        | 무소속( ~1987년) ↓ 적도 기니 민주당 (1987년~ )     |

## 같이 보기
- 적도 기니의 총리